# Rose Hill (Kansas)
Rose Hill – miasto położone w hrabstwie Butler.